# После полудня

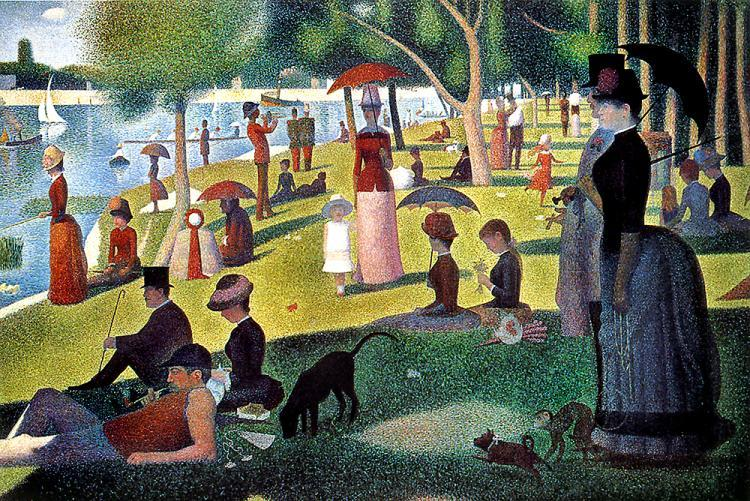
«В воскресенье пополудни на острове Гранд-Жатт», картина Жорж-Пьера Сёра, 1884—1886

По́сле полу́дня (пополу́дни, послеполу́денное вре́мя; сокр. ппд.) — устойчивая языковая форма, обозначающая время суток, следующее после двенадцати часов дня и предшествующее вечеру. В русском языке используется ещё выражение «вторая половина дня». В английском языке это время чётко определено словом afternoon. В немецком языке называется Nachmittag, в испанском — tarde, в итальянском — pomeriggio, в турецком обозначается словом ikindi, что соответствует мусульманскому времени молитвы аср. В Австралии и Новой Зеландии для обозначения второй половины дня употребляется сленговое слово arvo. Продолжительность послеполуденного времени варьируется, начало определяется с 13 часов в англоязычных странах, и с 12 часов дня — в большинстве остальных.

## История
В Древнем Риме световой день делился на 12 часов, объединённых в 4 части по 3 часа в каждой; послеполуденным временем считался третий квартал светового дня, охватывающий период с полудня до конца «девятого часа дня». Это деление утратило своё значение лишь в конце Средневековья, после того, как возобладало неизменное деление суток на 24 часа равной продолжительности.

## Отражение в культуре
Лёгкая необязательная трапеза, принимаемая в России приблизительно в 16 часов, попадая в данный промежуток времени, называется «полдником».
Вторая половина дня встречается как сюжетная часть в литературе, искусстве и музыке — от поэмы L’Après-midi d’un faune («Послеполуденный отдых фавна») Стефана Малларме (симфония Дебюсси, балет Нижинского) до рассказа «Смерть после полудня» Хемингуэя. Существуют два фильма с названием «Любовь после полудня» — американский 1957 года и французский 1972 года.